# Gotfrid I., bretonski vojvoda
Gotfrid I. (oko 980. – 20. studenog 1008.), poznat i kao Gotfrid od Rennesa i Gotfrid Berengar, bio je grof Rennesa i vojvoda Bretanje. Sin vojvode Konana I. i Ermengarde Gerberge Anžuvinske, Gotfrid se morao suočiti s nekoliko problema kad je naslijedio Bretanju. 
Godine 996., Gotfrid se oženio Hawise Normanskom, kćerju vojvode Rikarda I. Normanskog. Rikard II. Normanski oženio se Gotfridovom sestrom Juditom. Hawise i Gotfrid imali su četvero djece, uključujući Alana III. Bretonskog i Oda, grofa Penthièvrea. Gotfridova kći, Adela, postala je opatica.
Gotfrid je umro 20. studenog 1008. godine.